# Клод Бартолон
Клод Бартолон (фр. Claude Bartolone; нар. 29 липня 1951, Туніс, Туніс) — французький політичний діяч, президент Національних зборів з 2012 року.
Він отримав ступінь бакалавра у галузі математики в Університеті П'єра та Марі Кюрі у Парижі. З середини 70-х років є активістом Соціалістичної партії, у 1982 році він став членом національної виконавчої ради цієї партії. Він працював національним секретарем Соціалістичної партії, серед іншого, з питань молоді і виборів (з 2008 року відповідав за міжнародні відносини).
З 1981 року він обирається членом Національних зборів від департаменту Сена-Сен-Дені. У 1998 року він увійшов до уряду Ліонеля Жоспена як міністр-делегат з питань міст, обіймав цю посаду до 2002 року.
Бартолон також обіймав різні посади у місцевій адміністрації. У 1995—1998 роках він був мером Ле-Пре-Сен-Жерве, з 2001 по 2008 рік — віце-мером міста. З 1998 року він входив до регіональної ради департаменту Іль-де-Франс. У 2008 році він був обраний головою Генеральної ради департаменту Сена-Сен-Дені.